# Philipp Rupprecht
Philipp Rupprecht dit FIPS (né le 4 septembre 1900 à Nuremberg et mort le 4 avril 1975 à Munich) est un caricaturiste allemand qui a été dessinateur dans le journal antisémite « Der Stürmer » de 1925-1945 et a adhéré au parti nazi en 1929. Il a été condamné à une peine d'emprisonnement de 10 ans après la guerre.
Il avait aussi caricaturé le psychanalyste juif ayant pour patiente une allemande blonde pour représenter le point de vue nazi sur la psychanalyse pour illustrer un article qui disait que le but de la psychanalyse était : « De retirer le dernier soutien moral de l'âme du patient, dans la bataille de celui-ci pour le contrôle de sa vie instinctuelle, et de la dénigrer au profit d'une vision asiatique du monde. » ; « Et c'était là le but de Freud, ou peut-être sa tâche assignée, car il s'alignait sur les autres tentatives des juifs qui consistait à frapper la race nordique à son point le plus sensible, sa vie sexuelle. ».
En 2017 et 2018, l'exposition "Dessins assassins" au Mémorial de Caen présente au public un certain nombre de ses œuvres, tirées de la collection d'Arthur Langerman.